# 東野鉄道
東野鉄道（とうやてつどう）は、かつて栃木県那須郡西那須野町（現・那須塩原市）の西那須野駅から同郡黒羽町（現・大田原市）の黒羽駅を経て同郡小川町（現・那珂川町）の那須小川駅までを結んでいた鉄道路線およびその運営会社である。
黒羽 - 那須小川間は1939年に、西那須野 - 黒羽間は1968年に廃止された。会社は鉄道事業廃止後、社名を東野交通と改め、バス専業の事業者として、2018年に関東自動車と合併するまで存続した。

## 路線データ
- 路線距離（営業キロ）：西那須野 - 那須小川間 24.4km
- 軌間：1067mm
- 駅数：13駅（起終点駅含む）
- 複線区間：なし（全線単線）
- 電化区間：なし（全線非電化）

## 歴史
1918年に西那須野 - 黒羽間で開業した東野鉄道は沿線の農作物の輸送や、太平洋戦争前は金丸原（現・大田原市）の陸軍飛行場の軍事物資輸送を担っていた。1924年には八溝山地の木材輸送を目的として黒羽から那珂川に沿って南下し那須小川まで延伸されたが、昭和恐慌により那須小川から東進し茨城県大子まで延伸する計画は放棄された。これにより黒羽 - 那須小川間は存在意義を失い、さらに1938年8月の台風は箒川鉄橋に被害を与え、復旧費は経営に多大な負担をかけたため、開業からわずか15年後の1939年に廃止された。残る西那須野 - 黒羽間も、旅客・貨物輸送量の低下や災害復旧にかかる経費の問題から、1968年に廃止された。
なお、西那須野 - 大田原間には1908年から那須人車軌道が人が車両を押す人車軌道を運行しており1913年5月に東野鉄道と間で併合契約を締結していた。しかし金銭面で折り合いがつかず解約になってしまう。その後は蒸気鉄道の東野鉄道の開業による影響で1921年頃から運行を取りやめ1934年に正式に廃止となった。

### 年表
- 1913年（大正2年）
  - 3月3日：植竹三右衛門ほか26人が東野鉄道敷設許可申請を内閣総理大臣に提出[4]
  - 5月31日：那須人車軌道との併合契約締結（のちに解約）[4]
  - 8月15日：鉄道免許状下付（那須郡西那須野村-久慈郡大子町、那須郡川西町-同郡烏山町間）[5]
- 1915年（大正4年）11月5日：起業目論見変更認可（那須郡西那須野村-同郡川西町間）[6]
- 1916年（大正5年）2月8日：東野鉄道株式会社設立（社長植竹熊次郎[4]）[7]
- 1918年（大正7年）4月17日：西那須野 - 黒羽間が開業[8]。西那須野、大田原、金丸原、黒羽の各駅を設置[9]。
- 1919年（大正8年）11月19日：鉄道免許状下付（那須郡川西町-久慈郡大子町間）[10]
- 1924年（大正13年）12月6日：黒羽 - 那須小川間が開業[11]。湯津上、佐良土、那須小川の各駅を設置[9]。
- 1928年（昭和3年）2月1日：瓦斯倫動力併用実施[4]
- 1933年（昭和8年）
  - 8月12日：笠石前停留所設置[4]
  - 8月17日：成田山前、中田原停留所設置[4]
- 1935年（昭和10年）8月21日：乃木神社前停留所設置[4]
- 1936年（昭和11年）5月14日：白旗前停留場設置（9月29日白旗城址前に改称）[4]
- 1938年（昭和13年）9月1日：大出水により一部区間不通（再開1939年3月4日）[4]
- 時期不詳 狭原駅開業
- 1939年（昭和14年）
  - 6月1日：黒羽 - 那須小川間廃止[12]
  - 7月27日：起業廃止許可（那須郡那珂村-久慈郡大子町間）[13]
- 1940年（昭和15年）9月12日：乃木神社前、成田山前、中田原、白旗城址前各停留場廃止認可[4]。成田山前は大田原中学校通学のため存続[14]
- 1951年（昭和26年）以降：成田山前駅を大高前駅へ改称[9]。
- 1953年（昭和28年）：野球部が天皇賜杯全日本軟式野球大会にて優勝[15]
- 1966年（昭和41年）9月25日：台風により蛇尾川鉄橋が損傷し不通（1967年1月5日復旧）[4]
- 1968年（昭和43年）12月16日：西那須野 - 黒羽間廃止[9]。

## 駅一覧
西那須野駅 - 乃木神社前駅 - 大高前駅 - 大田原駅 - 中田原駅 - 金丸原駅 - 白旗城址前駅 - 黒羽駅 - 狭原駅 - 湯津上駅 - 笠石前駅 - 佐良土駅 - 那須小川駅
- 1940年（昭和15年）に乃木神社前、成田山前、中田原、白旗城址前各停留場の廃止認可が下りている

## 接続路線
営業当時のもの
- 西那須野駅：国鉄東北本線、那須軌道（1921年運行停止）
- 大田原駅：那須軌道

## 輸送・収支実績
| 年度 | 輸送人員（人） | 貨物量（トン） | 営業収入（円） | 営業費（円） | 営業益金（円） | その他益金（円） | その他損金（円）                | 支払利子（円） | 政府補助金（円） |
| ---- | -------------- | -------------- | -------------- | ------------ | -------------- | ---------------- | ------------------------------- | -------------- | ---------------- |
| 1918 | 115,304        | 15,391         | 26,366         | 24,153       | 2,213          |                  | 建物売却及雑損金173             | 14,079         |                  |
| 1919 | 211,825        | 50,213         | 68,337         | 55,880       | 12,457         |                  | 3,134                           | 12,786         | 19,931           |
| 1920 | 229,392        | 55,527         | 88,681         | 68,835       | 19,846         |                  |                                 | 4,557          | 702              |
| 1921 | 226,528        | 50,590         | 101,793        | 63,649       | 38,144         |                  |                                 |                |                  |
| 1922 | 225,477        | 48,653         | 107,816        | 74,641       | 33,175         |                  |                                 |                |                  |
| 1923 | 231,085        | 47,074         | 104,639        | 60,220       | 44,419         |                  |                                 | 32             | 4,335            |
| 1924 | 249,655        | 57,339         | 117,581        | 70,541       | 47,040         |                  |                                 | 2,377          | 516              |
| 1925 | 310,400        | 57,423         | 150,265        | 108,788      | 41,477         |                  |                                 | 29,279         | 7,185            |
| 1926 | 302,961        | 67,508         | 124,656        | 94,082       | 30,574         |                  |                                 | 27,319         | 50,502           |
| 1927 | 289,183        | 68,405         | 156,612        | 110,518      | 46,094         |                  |                                 | 16,903         | 47,020           |
| 1928 | 310,172        | 67,439         | 156,042        | 113,080      | 42,962         |                  | 自動車業3,832雑損509            | 5,781          | 34,368           |
| 1929 | 292,380        | 62,211         | 139,207        | 100,481      | 38,726         |                  | 雑損2,593自動車業4,580          | 3,865          | 31,583           |
| 1930 | 364,524        | 55,937         | 117,505        | 101,747      | 15,758         |                  | 自動車業3,553                   | 5,149          | 31,583           |
| 1931 | 319,006        | 53,617         | 103,085        | 85,321       | 17,764         |                  | 自動車業2,354雑損588            | 4,888          | 26,301           |
| 1932 | 305,553        | 48,152         | 93,183         | 84,505       | 8,678          |                  | 自動車1,959                     | 2,926          | 29,099           |
| 1933 | 287,509        | 49,497         | 93,127         | 89,410       | 3,717          |                  | 自動車2,023雑損52               | 878            | 31,658           |
| 1934 | 272,536        | 54,889         | 100,542        | 91,205       | 9,337          |                  | 自動車業12,698                  | 208            | 31,658           |
| 1935 | 259,863        | 46,656         | 93,240         | 76,020       | 17,220         |                  | 自動車業4,603雑損2,847          | 370            | 434              |
| 1936 | 267,014        | 52,956         | 100,394        | 60,142       | 40,252         |                  | 自動車業18,647雑損2,849         | 377            | 94,672           |
| 1937 | 318,046        | 58,014         | 115,062        | 78,108       | 36,954         | 自動車業5,367    | 雑損償却金69,054 自動車業10,473 | 1,067          | 24,343           |
| 1939 | 378,643        | 69,555         |                |              |                |                  |                                 |                |                  |
| 1941 | 643,121        | 89,877         |                |              |                |                  |                                 |                |                  |
| 1945 | 1,798,465      | 102,979        |                |              |                |                  |                                 |                |                  |
| 1952 | 1,153,744      | 55,177         |                |              |                |                  |                                 |                |                  |
| 1958 | 1,400千        | 50,310         |                |              |                |                  |                                 |                |                  |
| 1963 | 1,351千        | 58,890         |                |              |                |                  |                                 |                |                  |
| 1966 | 727千          | 33,981         |                |              |                |                  |                                 |                |                  |

- 鉄道院鉄道統計資料、鉄道省鉄道統計資料、鉄道統計資料、鉄道統計、国有鉄道陸運統計、地方鉄道統計年報、私鉄統計年報各年度版

## 車両

### 蒸気機関車
A形 (1, 2)
1896年、米ボールドウィン製の車軸配置2-4-2(1B1)形27t級タンク機関車。元鉄道院200形 (200, 201)。200は、DC202の入線後は予備機として在籍し、1964年廃車。201は、1961年廃車。
3形 (3)
1923年、独コッペル製の車軸配置0-6-0(C)形26t級タンク機関車。1937年9月、室蘭埠頭へ譲渡。
C251
1896年、米ピッツバーグ製の車軸配置0-6-0(C)形25t級タンク機関車で、元鉄道省1690形(1690)。1947年10月、南部鉄道C251を譲り受けたもの。1956年、富士重工業に譲渡。
1356
1924年、汽車製造製の車軸配置0-6-0(C)形31t級タンク機関車。1948年、国有鉄道から譲受。1956年に三井埠頭へ譲渡。

### ディーゼル機関車
DC20形DC201
1952年、新潟鉄工所製の元津軽鉄道DC20形DC201号。1964年12月譲受。背の低い箱形車体とロッド伝導が特徴。廃線後トレーラーで搬出され西武所沢車両工場に持ち込まれL形スイッチャーに改造された。
DC20形DC202
元津軽鉄道DC20形DC202号。1961年5月譲受。同上。譲渡時期の違いから津軽鉄道時代の薄灰色で使用され続けたDC201と異なり、末期には茶色で塗装されていた。

### 気動車
キハ1形（1-3）
1928年、丸山車両製の木造単端式ガソリン動車を1933年に日本車両で鋼体化。1938年に1と2は売却された。そのうち1は日立航空機立川工場への専用線車両として買い取られるも、使用される事なく1952年頃まで小川駅構内に放置された後行方不明となった。2については宮崎交通に移りハ1となり、残った3は1948年に廃車となった。廃車体は1960年頃まで黒羽機関庫に残されていたのが確認されている。
キハ10形（10，11）
1929年、日本車両製の半鋼製二軸ガソリン動車。1964年にエンジンを撤去し客車化（ハ32，ハ33）され路線廃止まで使用。
キハ20形20
1936年、日本車両製の半鋼製二軸ガソリン動車。一段窓であったキハ10形に対して二段窓の軽快な外見となった。キハ500形入線後は閑散時間帯の列車やキハ500形の増結車として使用され、1964年に客車化（ハ31）されたが、路線廃止前に除籍となっている。
キハ30形30
1938年に常総鉄道キハ13を譲受。1948年に客車化されハ30となり路線廃止まで使用。
キハ500形501
元五日市鉄道キハ501。1944年に国鉄から譲受。記号番号は五日市鉄道のものを踏襲。1950年にガソリンエンジンをディーゼルエンジンへ換装した。
キハ500形502
元日本国有鉄道キハ41000形（キハ41008）。1949年に国鉄から譲受。当初は客車代用として使用したが、1950年にディーゼルエンジンを取り付け。路線廃止後は茨城交通に譲渡され湊線ハフ46となる。
キハ500形503
元日本国有鉄道キハ04形（キハ043）。1958年に国鉄から譲受。プレスドアでエンジンはDMF13であったが晩年はエンジントラブルによりトレーラー代用となった。

### 客車
ハ1形（1-3）、ロハ1、ハニブ1
1918年に梅鉢鉄工所で製造された木造二軸客車で、二軸ガソリン車の客車化が進んだ1964年までに全車廃車となった。
ハ10形（10，11）、ハニブ10
1924年に日本車両で製造された木造二軸客車。当初は梅鉢鉄工所製の続番だったが1927年に改番された。梅鉢鉄工所製の客車と同じく1964年までに全車廃車。
ハ30
元キハ30形30
ハ31
元キハ20形20
ハ32
元キハ10形10
ハ33
元キハ10形11

### 貨車
ワブ1形（1，2）
元カブ1，カブ2。1918年梅鉢鉄工所製、1928年11月に形式変更。晩年は貨物輸送が衰退したこともあり、気動車改造客車の緩急車として使用。
ワ1形（1-5）
1918年に越後鉄道から譲受した有蓋車。
ト1形（1-5）
1918年に川越鉄道から譲受した無蓋車。
ワブ20形（20)
1889年製造の鉄張有蓋車テハワ840形を1924年に鉄道省より譲り受け、当初はワ7であったが、1931年にワ20改番。後にワブに変更。混合列車に使用されていた。

## 廃線後の状況
線路跡地のうち、西那須野駅 - 大田原駅付近手前までの全長約4.2kmの区画は自転車歩行者専用道路として大田原市と西那須野町によって1985年に都市計画道路に決定し同年以降段階的に整備され1990年に全線開通、「ぽっぽ通り」という名称がつけられている。ぽっぽ通りは、路面はアスファルト舗装で一部にブロックや切石を敷き詰め、歩行者と自転車を分ける中央分離帯には樹木が植えられ、随所にホームや蒸気機関車などをモチーフとしたモニュメントや案内板が点在し、往時にはここが鉄道路線であったことを伝えている。その他の区画にも、橋台の一部が残っている鉄橋の跡地や、使われなくなったトンネルといった遺構を確認することができる場所も点在する。
東野鉄道の西那須野駅舎跡は、現在ステーションビルとなっている場所である。乃木神社前駅跡は、廃線後ホームなどのモニュメントが造られた位置ではなく、乃木神社参道を挟んだはす向かいの参道西側（西那須野駅側）にあった。

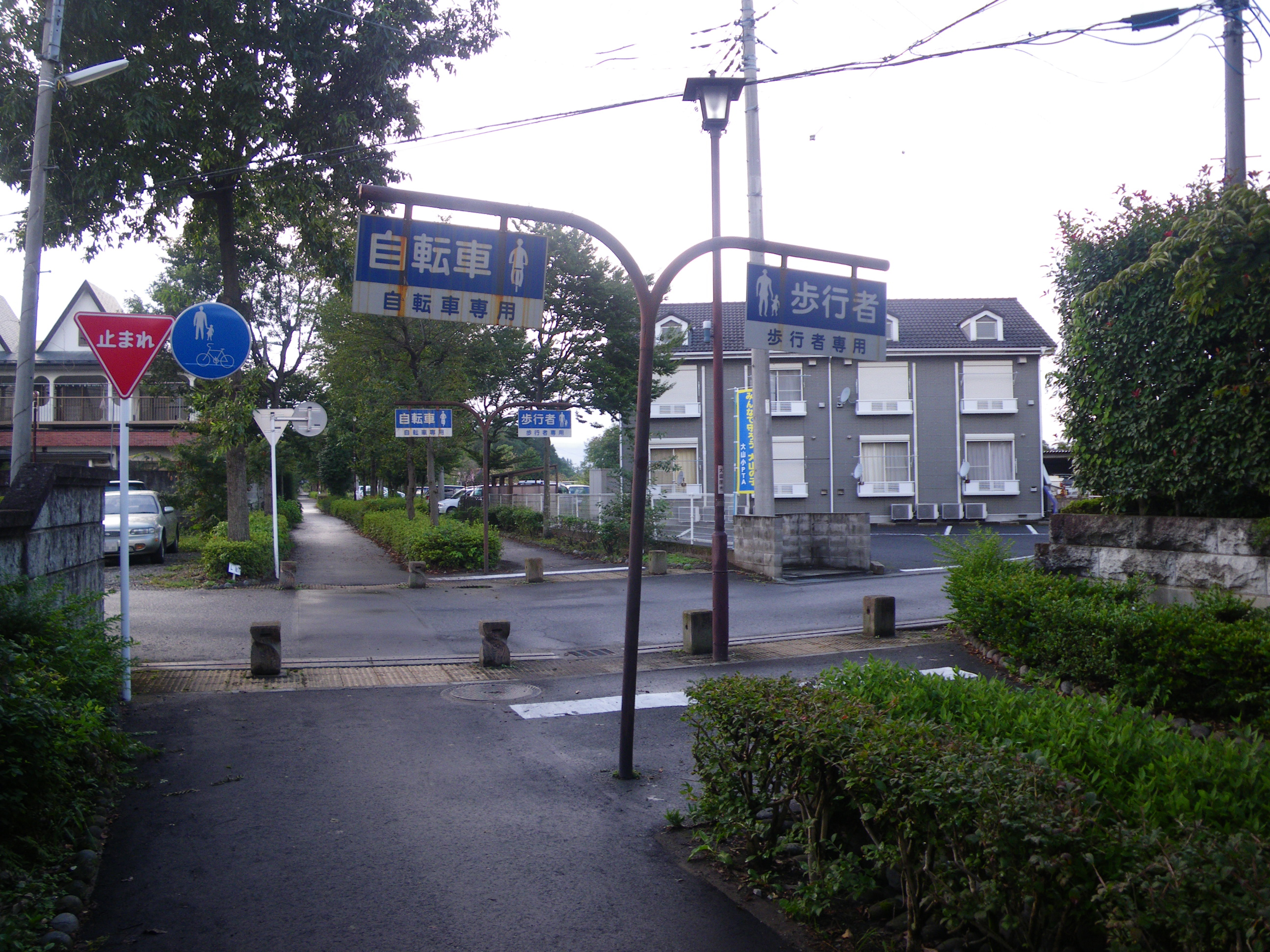
ぽっぽ通り （線路跡地）
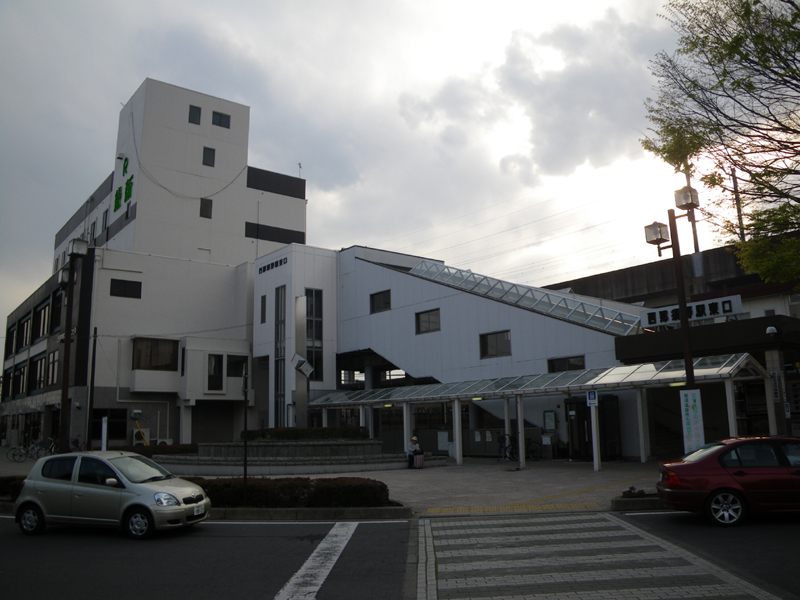
JR西那須野駅東口 （西那須野駅舎跡地）
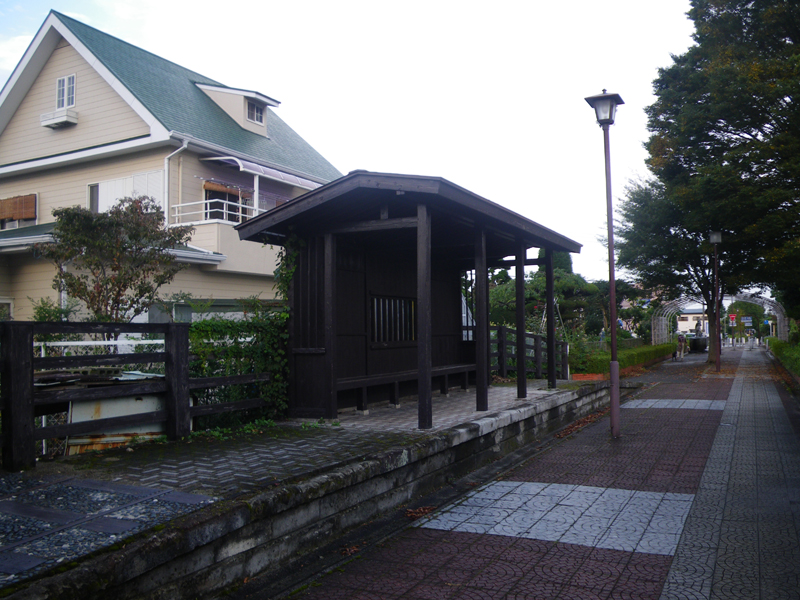
ホームを模したモニュメント（大高前駅跡地）
蒸気機関車のモニュメント（乃木神社前駅跡地）